# Кутєпова Віра Дмитрівна
Віра Дмитрівна Кутєпова (Долженко) (нар. 7 квітня 1954, село Новоочаків, тепер Березнегуватського району Миколаївської області) — українська радянська діячка, трактористка колгоспу «Шлях до комунізму» Казанківського району Миколаївської області. Депутат Верховної Ради УРСР 10—11-го скликань.

## Біографія
Народилася в родині колгоспників. Член ВЛКСМ з 1968 року.
З 1969 року — колгоспниця, з квітня 1970 року — трактористка колгоспу «Шлях до комунізму» села Володимирівки Казанківського району Миколаївської області. Без відриву від виробництва у 1970 році закінчила курси трактористів, а у 1979 році — Казанківську заочну середню школу Миколаївської області.
Член КПРС з 1981 року.
Потім — на пенсії в селі Володимирівка Казанківського району Миколаївської області.

## Нагороди
- медаль «За трудову відзнаку»